# Adenophora jacutica
Adenophora jacutica är en klockväxtart som beskrevs av Andrej Aleksandrovitj Fjodorov. Adenophora jacutica ingår i släktet kragklockor, och familjen klockväxter. Inga underarter finns listade i Catalogue of Life.